# Juan María Traverso
Juan María Traverso (Ramallo; 28 de diciembre de 1950-Ramallo; 11 de mayo de 2024) fue un piloto argentino de automovilismo. Reconocido a nivel nacional por sus participaciones en las más importantes categorías argentinas, es considerado uno de los más importantes pilotos de la historia del automovilismo argentino, gracias a su extenso palmarés de títulos obtenidos que abarca 16 campeonatos y 7 subcampeonatos en sus 34 años de trayectoria. Compitió también en otras categorías como la Clase 3 del Turismo Nacional, el Club Argentino de Pilotos y la Fórmula 2 Codasur. A nivel internacional, incursionó en la Fórmula Dos Europea, en el Campionato Italiano Velocitá Turismo - N2 y obtuvo una victoria en la Clase A7 del Campeonato Mundial de Rally en 1988.
Debutó profesionalmente en 1971 compitiendo en el Turismo Carretera, categoría donde también anunció su retiro en 2005. Obtuvo su primera victoria el 29 de octubre de 1972, en la Vuelta de 25 de Mayo, la cual lo hizo ingresar al historial de ganadores del TC, como el piloto número 109 en lograr por primera vez un triunfo y repitiendo dicho honor en 46 oportunidades. Por otra parte, integró los planteles de pilotos que dieron origen a las categorías Club Argentino de Pilotos, Turismo Competición 2000, Top Race y la evolución de esta última Top Race V6. En 2000, fue distinguido por la Fundación Konex con el Premio Konex de Platino como el mejor piloto de la década. Presidió la Asociación Argentina de Volantes, cargo que asumió una vez anunciado su retiro.
El múltiple campeón falleció en su domicilio en su ciudad natal de Ramallo a los 73 años tras batallar contra una dura enfermedad que afectó severamente sus pulmones.

## Biografía

### Primeros años
Desde pequeño, Traverso tuvo un interés especial por las competencias automovilísticas, aunque le era muy complicado conseguir que le prestaran el auto para dar unas vueltas en el potrero, hasta que a los 15 años pudo tener su propio vehículo, un Ford A sin escape que hacía un ruido infernal y el que hasta hoy recuerdan los vecinos de la Ciudad de Ramallo.[cita requerida]
Cursó la secundaria en el Colegio de La Salle en la Capital Federal y luego volvió a Ramallo (la ciudad de origen de sus padres) para dedicarse a la actividad agropecuaria.
Se hizo amigo de "Marito" García, quien corría en karting y que luego incursionó en el Turismo Carretera, al cual acompañaba a las carreras cada vez que podía y su debut al Turismo Carretera fue consecuencia de que García se incorporó al equipo oficial de General Motors y le cedió su Torino Liebre 1 1/2 con el que estaba participando hasta ese momento.
Corrió su primera carrera el 31 de octubre de 1971 en la Vuelta de Pergamino, "Estaba más contento porque había ganado Copello (su ídolo) que por haber debutado en Turismo Carretera", expresó Juan María.[cita requerida]

### Primeros triunfos y campeonatos en el TC
Traverso ganó su primera carrera el 29 de octubre de 1972: El premio Supernafta YPF disputado en el semipermanente de 25 de mayo. En su vuelta triunfal a Ramallo fue recibido por una multitud, con festejos que duraron tres días.[cita requerida]

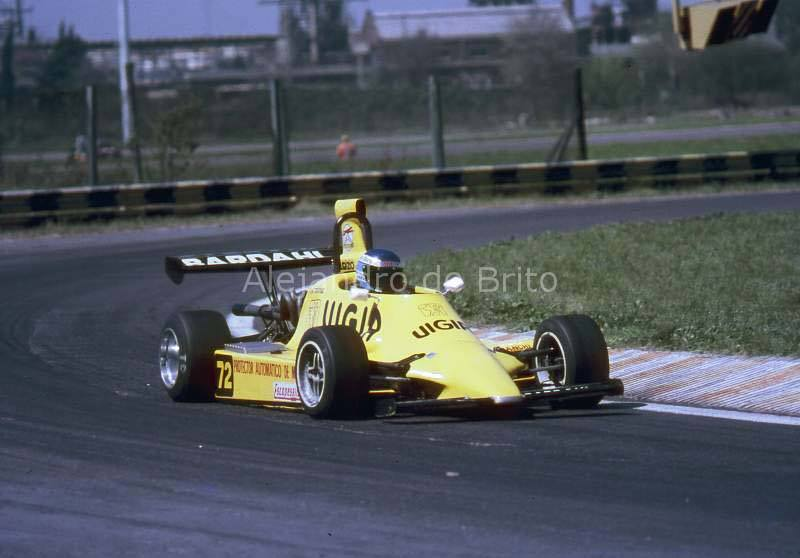
Traverso en Fórmula 2 Codasur 1986.

En 1973 se incorpora al equipo oficial Ford, ocupando el lugar que había quedado vacante por la muerte de Nasif Estéfano y teniendo como compañero a Héctor Luis Gradassi.
En 1977 logró su primer campeonato de Turismo Carretera, ganando siete carreras y repitió la victoria al año siguiente, imponiéndose en ocho competencias.
Puso algunas concesionarias de autos en Ramallo y San Pedro, hasta que reconoció que lo suyo no estaba atrás de un escritorio sino dentro de un auto de carrera y decidió dedicarse de lleno a esta actividad.

### Éxitos en el TC2000

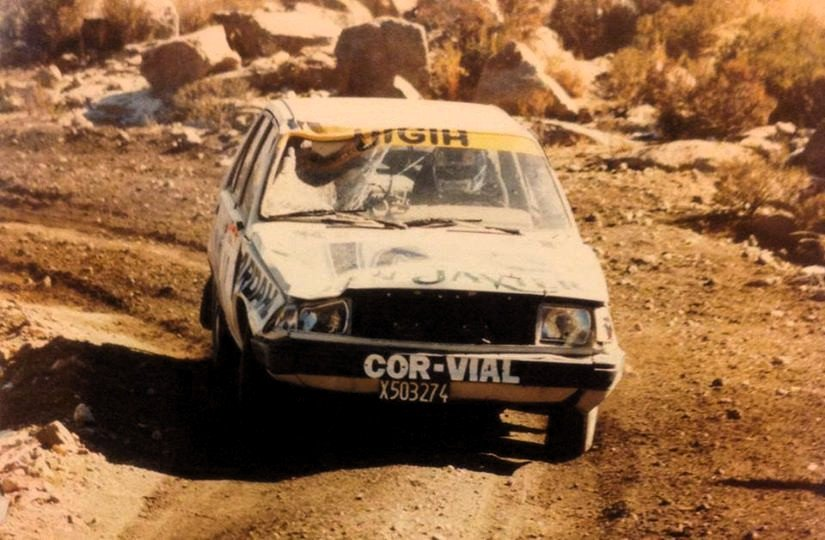
Traverso en el Rally de Argentina de 1987, luego de haber sufrido un vuelco.

En 1980, luego de su paso por Europa, comenzó su actividad en el recientemente formado Turismo Competición 2000, participando con un Ford Taunus. Pero los éxitos llegarían en 1986 con la obtención de su primer campeonato a bordo de una cupé Renault Fuego.

#### La carrera más recordada
El 3 de abril de 1988 corrió una competencia memorable en General Roca con la legendaria cupé Fuego del equipo oficial Renault preparada por Oreste Berta.
Faltando cinco vueltas, Silvio Oltra, con la trompa del auto del Flaco debajo del baúl de su vehículo, alcanzó a Carlos Crocco (un rezagado) en la zona de frenaje de la horquilla, eligió la cuerda como lugar de sobrepaso. Crocco pensó que los dos iban a pasarlo por afuera y se quedó en la zona de tránsito que venía circulando. En la confusión, Traverso los pasó a los dos en la misma maniobra y tomó la delantera. Oltra se pegó entonces detrás de la Fuego del Flaco.
A los pocos minutos un conducto de aceite que se había cortado del auto de Traverso hacía que el lubricante caiga por todos lados, pasando por la rueda trasera derecha de la cupé Fuego y bañando el parabrisas del auto de Oltra. El resto se desparramaba sobre el piso y ponía la pista casi intransitable. Así fue que Traverso empezó a girar elevando sus tiempos en un segundo por vuelta mientras ponía sus manos al servicio de la proeza de llevar adelante el auto en semejantes condiciones. Medio ahogado por el humo que producía el aceite al derramarse sobre los escapes calientes, Traverso abrió la ventanilla de su lado para poder respirar mientras trataba de adivinar la pista. Sólo faltaban tres vueltas. Oltra corría pegado al Flaco pero solo por instinto, ya que entre el humo y el aceite no veía nada, y no podía encontrar un hueco para poder adelantarse. Lo único que podía hacer era esperar a que se termine el aceite y se rompa el motor de la Fuego de Traverso, y así ganar. Faltando dos vueltas, en el recuperador casi no quedaba lubricante, la presión bajaba y el motor del Flaco estaba perdiendo el rendimiento. Oltra alcanzaba al Flaco y lo topeteaba, pero este le barría la pista impidiéndole el sobrepaso. Llegando a la última vuelta, comenzaron a salir lenguas de fuego debajo del auto de Traverso. Pese a todo, mantuvo su impresionante ritmo de giro.
El final fue electrizante, dramático, de película: la Fuego del Flaco en llamas ganando por centímetros al auto de Oltra, debiendo el Flaco abandonar forzosamente su vehículo a los pocos metros de cruzar la meta. La pista fue invadida por la multitud, causando que los demás pilotos no puedan completar el último giro.
Ese mismo año obtuvo su segunda corona en la categoría. En 1990 fue campeón nuevamente de la categoría y repitió la corona las tres temporadas siguientes. Su último título en el TC2000 fue en 1995, manejando un Peugeot 405.

### El Torino fantasma
En 1989, al conmemorarse 20 años de la epopeya deportiva de los Torino en la Marathon de la Route de Nürburgring, Renault Argentina financió la construcción de un Torino para que participara en una competencia de Turismo Carretera el 27 de agosto de aquel año en el Autódromo de Buenos Aires. La única condición que puso la empresa fue la elección del piloto. Como no podía ser de otra forma, eligió al máximo exponente de la marca por aquel entonces: Juan María Traverso. El auto se terminó dos días antes de la carrera y alcanzó para ponerlo en pista para la clasificación. Pero el Torino no pudo clasificar y tampoco largar la final del domingo.

## Resumen de carrera
| Temporada | Categoría                                 | Equipo                                         | Auto                                                     | Carreras | Victorias | Poles | VR  | Podios | Puntos | Pos. |
| --------- | ----------------------------------------- | ---------------------------------------------- | -------------------------------------------------------- | -------- | --------- | ----- | --- | ------ | ------ | ---- |
| 1971      | Turismo Carretera                         | Traverso Competición                           | Torino 380 W                                             | 4        | 0         | 0     | 0   | 0      | -      | NC   |
| 1972      | Turismo Carretera                         | Traverso Competición                           | Torino 380 W                                             | 13       | 1         | 0     | 0   | 2      | 31     | 8.º  |
| 1973      | Turismo Carretera                         | Traverso Competición Ford Motor Argentina      | Torino 380 W Ford Falcon                                 | 13       | 1         | 0     | 2   | 3      | 54     | 5.º  |
| 1974      | Turismo Carretera                         | Ford Motor Argentina                           | Ford Falcon                                              | 14       | 5         | 0     | 5   | 8      | 134    | 2.º  |
| 1975      | Turismo Carretera                         | Ford Motor Argentina                           | Ford Falcon                                              | 11       | 2         | 0     | 1   | 6      | 83     | 3.º  |
| 1976      | Turismo Carretera                         | Ford Motor Argentina                           | Ford Falcon                                              | 12       | 1         | 0     | 2   | 5      | 80     | 3.º  |
| 1977      | Turismo Carretera                         | Ford Motor Argentina                           | Ford Falcon                                              | 11       | 7         | 3     | 4   | 10     | 191    | 1.º  |
| 1978      | Turismo Carretera                         | Ford Motor Argentina                           | Ford Falcon                                              | 11       | 8         | 2     | 2   | 9      | 281,5  | 1.º  |
| 1979      | Fórmula 2 Europea                         | March Racing                                   | s/d                                                      | 12       | 0         | 0     | 0   | 0      | 3      | 18.º |
| 1980      | Turismo Competición 2000                  | Ford Motor Argentina                           | Ford Taunus                                              | 9        | 1         | 2     | 3   | 3      | 75     | 3.º  |
| 1981      | Turismo Competición 2000                  | Ford Motor Argentina                           | Ford Taunus                                              | 11       | 2         | 0     | 2   | 5      | 104    | 3.º  |
| 1982      | Turismo Competición 2000                  | Ford Motor Argentina                           | Ford Taunus                                              | 2        | 0         | 1     | 0   | 2      | 27     | 10.º |
| 1983      | Turismo Competición 2000                  | Herceg Competición Akel Competición            | Ford Taunus                                              | 8        | 4         | 4     | 2   | 5      | 84     | 4.º  |
| 1983      | Turismo Carretera                         | West Competición Degliantoni Roberto Del Campo | Ford Falcon                                              | 15       | 4         | 3     | 1   | 7      | 145    | 4.º  |
| 1984      | Turismo Competición 2000                  | Akel Competición                               | Ford Taunus                                              | 12       | 1         | 1     | 0   | 4      | 77     | 4.º  |
| 1985      | Turismo Competición 2000                  | Autodelta                                      | Renault 18                                               | 10       | 2         | 4     | 1   | 4      | 70     | 5.º  |
| 1986      | Turismo Competición 2000                  | Berta Motorsport                               | Renault Fuego                                            | 12       | 4         | 6     | 5   | 9      | 161    | 1.º  |
| 1986      | Fórmula 2 Codasur                         | Berta Motorsport                               | Renault 18                                               | 1        | 0         | 0     | 0   | 0      | -      | NC   |
| 1987      | Turismo Competición 2000                  | Berta Motorsport                               | Renault Fuego                                            | 12       | 4         | 5     | 3   | 5      | 119    | 2.º  |
| 1987      | Campeonato Mundial de Rally               | s/d                                            | Renault 18 GTX II                                        | 1        | 0         | 0     | 0   | 0      | -      | NC   |
| 1988      | Turismo Competición 2000                  | Berta Motorsport                               | Renault Fuego                                            | 13       | 4         | 8     | 3   | 9      | 155    | 1.º  |
| 1988      | Campeonato Mundial de Rally               | s/d                                            | Renault 18 GTX II                                        | 1        | 0         | 0     | 0   | 0      | 6      | 48.º |
| 1989      | Turismo Competición 2000                  | Berta Motorsport                               | Renault Fuego                                            | 12       | 5         | 5     | 5   | 6      | 118    | 2.º  |
| 1989      | Campeonato Mundial de Rally               | s/d                                            | Renault 18 GTX II                                        | 1        | 0         | 0     | 0   | 0      | 3      | 61.º |
| 1989      | Turismo Nacional Clase 3                  | s/d                                            | Renault 18 GTX II                                        | 1        | 0         | 0     | 0   | 0      | 12     | 19.º |
| 1990      | Turismo Competición 2000                  | Berta Motorsport                               | Renault Fuego                                            | 14       | 4         | 5     | 2   | 12     | 198    | 1.º  |
| 1991      | Turismo Competición 2000                  | Berta Motorsport                               | Renault Fuego                                            | 13       | 4         | 5     | 6   | 10     | 174    | 1.º  |
| 1992      | Turismo Competición 2000                  | Berta Motorsport                               | Renault Fuego                                            | 14       | 5         | 3     | 3   | 9      | 176    | 1.º  |
| 1993      | Turismo Competición 2000                  | Berta Motorsport                               | Renault Fuego                                            | 14       | 5         | 2     | 3   | 10     | 169    | 1.º  |
| 1993      | Turismo Carretera                         | Carlos Límido-Jorge Pedersoli                  | s/d                                                      | 1        | 0         | 0     | 1   | 0      | 11     | 56.º |
| 1993      | Campionato Italiano Velocitá Turismo - N2 | s/d                                            | Lancia Delta HF                                          | s/d      | s/d       | s/d   | s/d | s/d    | s/d    | 2.º  |
| 1994      | Turismo Competición 2000                  | Peugeot Sport                                  | Peugeot 405                                              | 14       | 0         | 1     | 0   | 2      | 28     | 13.º |
| 1994      | Turismo Carretera                         | Pedersoli Competición                          | Chevrolet Chevy                                          | 10       | 3         | 0     | 4   | 6      | 153    | 6.º  |
| 1995      | Turismo Competición 2000                  | Peugeot Sport                                  | Peugeot 405                                              | 14       | 8         | 6     | 4   | 9      | 183    | 1.º  |
| 1995      | Turismo Carretera                         | Alberto Canapino-Jorge Pedersoli               | Chevrolet Chevy                                          | 16       | 5         | 7     | 5   | 10     | 272    | 1.º  |
| 1996      | Turismo Competición 2000                  | Peugeot Sport                                  | Peugeot 405                                              | 12       | 3         | 2     | 1   | 6      | 129    | 2.º  |
| 1996      | Turismo Carretera                         | Alberto Canapino-Jorge Pedersoli               | Chevrolet Chevy                                          | 16       | 2         | 2     | 1   | 6      | 231,5  | 1.º  |
| 1997      | Turismo Competición 2000                  | Traverso Competición                           | Peugeot 405                                              | 26       | 1         | 0     | 0   | 6      | 155    | 7.º  |
| 1997      | Turismo Carretera                         | Cristian Ávila-Jorge Pedersoli                 | Chevrolet Chevy                                          | 16       | 2         | 3     | 4   | 6      | 213    | 1.º  |
| 1997      | Top Race                                  | Lepiane Motorsport                             | Mercedes Benz 280                                        | 15       | 4         | 2     | 1   | 7      | 157    | 2.º  |
| 1998      | Turismo Competición 2000                  | Honda Team Pro Racing                          | Honda Civic VI                                           | 27       | 10        | 7     | 15  | 13     | 291    | 2.º  |
| 1998      | Turismo Carretera                         | Cristian Ávila-Jorge Pedersoli                 | Ford Falcon                                              | 16       | 1         | 2     | 3   | 5      | 181    | 3.º  |
| 1998      | Top Race                                  | Traverso Competición                           | Mercedes Benz 280                                        | 18       | 2         | 0     | 3   | 2      | 156    | 1.º  |
| 1999      | Turismo Competición 2000                  | Mitsubishi Racing                              | Mitsubishi Lancer VI                                     | 19       | 0         | 0     | 0   | 0      | 5      | 25.º |
| 1999      | Turismo Carretera                         | Cristian Ávila-Jorge Pedersoli                 | Ford Falcon                                              | 16       | 2         | 2     | 1   | 4      | 226,5  | 1.º  |
| 1999      | Top Race                                  | Traverso Competición                           | Mercedes Benz 280 (1-6) Peugeot 405 (7-12)               | 24       | 8         | 3     | 6   | 13     | 278    | 1.º  |
| 2000      | Turismo Competición 2000                  | Toyota Team Argentina                          | Toyota Corolla VIII                                      | 14       | 1         | 1     | 1   | 3      | 61     | 10.º |
| 2001      | Turismo Competición 2000                  | Toyota Team Argentina                          | Toyota Corolla VIII                                      | 13       | 1         | 0     | 0   | 2      | 48     | 9.º  |
| 2002      | Turismo Competición 2000                  | Toyota Team Argentina GF Motorsport            | Toyota Corolla VIII (1,2) Mitsubishi Lancer VI (9,10,11) | 5        | 0         | 0     | 0   | 0      | 8      | 24.º |
| 2002      | Turismo Carretera                         | Urtubey Competición                            | Chevrolet Chevy                                          | 6        | 0         | 0     | 0   | 0      | 26,5   | 39.º |
| 2002      | Top Race                                  | Traverso Competición                           | BMW 320i                                                 | 8        | 1         | 0     | 3   | 3      | 52     | 27.º |
| 2003      | Turismo Carretera                         | Urtubey Competición                            | Chevrolet Chevy                                          | 16       | 0         | 1     | 0   | 1      | 109    | 12.º |
| 2003      | Top Race                                  | Traverso Competición                           | BMW 320i                                                 | 24       | 4         | 1     | 1   | s/d    | 264    | 1.º  |
| 2004      | Turismo Carretera                         | Urtubey Competición                            | Torino Cherokee                                          | 16       | 2         | 1     | 1   | 2      | 132,5  | 9.º  |
| 2005      | Turismo Carretera                         | Urtubey Competición                            | Torino Cherokee                                          | 9        | 0         | 0     | 0   | 0      | 77     | 19.º |
| 2005      | Top Race V6                               | River Plate Motorsport                         | Citroën C5                                               | 3        | 0         | 1     | 2   | s/d    | 40     | 17.º |
| Fuente:   |                                           |                                                |                                                          |          |           |       |     |        |        |      |

## Filmografía
- 2006: Cars: Una aventura sobre ruedas - Doc Hudson (Doblaje argentino)

## Palmarés
| Título  | Categoría         | Automóvil           | Año  |
| ------- | ----------------- | ------------------- | ---- |
| Campeón | Turismo Carretera | Ford Falcon         | 1977 |
| Campeón | Turismo Carretera | Ford Falcon         | 1978 |
| Campeón | TC 2000           | Renault Fuego       | 1986 |
| Campeón | TC 2000           | Renault Fuego       | 1988 |
| Campeón | TC 2000           | Renault Fuego       | 1990 |
| Campeón | TC 2000           | Renault Fuego       | 1991 |
| Campeón | TC 2000           | Renault Fuego       | 1992 |
| Campeón | TC 2000           | Renault Fuego       | 1993 |
| Campeón | Turismo Carretera | Chevrolet Chevy     | 1995 |
| Campeón | TC 2000           | Peugeot 405         | 1995 |
| Campeón | Turismo Carretera | Chevrolet Chevy     | 1996 |
| Campeón | Turismo Carretera | Chevrolet Chevy     | 1997 |
| Campeón | Top Race          | Mercedes-Benz C-202 | 1998 |
| Campeón | Turismo Carretera | Ford Falcon         | 1999 |
| Campeón | Top Race          | Peugeot 405         | 1999 |
| Campeón | Top Race          | BMW Serie 3         | 2003 |

### Otras distinciones
| Título     | Categoría                                 | Automóvil           | Año  |
| ---------- | ----------------------------------------- | ------------------- | ---- |
| Subcampeón | Turismo Carretera                         | Ford Falcon         | 1974 |
| Subcampeón | TC 2000                                   | Renault Fuego       | 1987 |
| Subcampeón | TC 2000                                   | Renault Fuego       | 1989 |
| Subcampeón | Campionato Italiano Velocitá Turismo - N2 | Lancia Delta        | 1993 |
| Subcampeón | TC 2000                                   | Peugeot 405         | 1996 |
| Subcampeón | Top Race                                  | Mercedes-Benz C-202 | 1997 |
| Subcampeón | TC 2000                                   | Honda Civic VI      | 1998 |

### Victorias en el TC
| #  | Fecha                         | Competencia                                    | Automóvil       | Prom. (km/h) |
| -- | ----------------------------- | ---------------------------------------------- | --------------- | ------------ |
| 1  | 29 de octubre de 1972         | Vuelta de 25 de Mayo                           | Torino 380 W    | 190,002      |
| 2  | 11 de noviembre de 1973       | Circuito 25 de Mayo                            | Ford Falcon     | 195,877      |
| 3  | 7 de abril de 1974            | Vuelta de Olavarria                            | Ford Falcon     | 193,323      |
| 4  | 23 de junio de 1974           | Vuelta de Córdoba                              | Ford Falcon     | 219,862      |
| 5  | 8 de septiembre de 1974       | Vuelta de Allen                                | Ford Falcon     | 184,203      |
| 6  | 24 de noviembre de 1974       | Autódromo General San Martín                   | Ford Falcon     | 166,564      |
| 7  | 15 al 22 de diciembre de 1974 | Gran Premio Argentino                          | Ford Falcon     | 192,437      |
| 8  | 12 de octubre de 1975         | Vuelta de Olavarría                            | Ford Falcon     | 192,982      |
| 9  | 16 de noviembre de 1975       | San Miguel del Monte                           | Ford Falcon     | 221,055      |
| 10 | 19 de diciembre de 1976       | Vuelta de Villa Carlos Paz (*)                 | Ford Falcon     | 155,925      |
| 11 | 1 de mayo de 1977             | Vuelta de Bahía Blanca                         | Ford Falcon     | 193,163      |
| 12 | 29 de mayo de 1977            | Autódromo General San Martín                   | Ford Falcon     | 167,757      |
| 13 | 12 de junio de 1977           | Autódromo Oscar Cabalén                        | Ford Falcon     | 153,361      |
| 14 | 17 de julio de 1977           | Autódromo General San Martín                   | Ford Falcon     | 168,211      |
| 15 | 23 de octubre de 1977         | Autódromo General San Martín                   | Ford Falcon     | 168,176      |
| 16 | 6 de noviembre de 1977        | Autódromo de Las Flores                        | Ford Falcon     | 148.090      |
| 17 | 11 de diciembre de 1977       | Vuelta de Tandil                               | Ford Falcon     | 190,793      |
| 18 | 5 de marzo de 1978            | Vuelta de Tandil                               | Ford Falcon     | 189,869      |
| 19 | 2 de abril de 1978            | Autódromo General San Martín                   | Ford Falcon     | 164,514      |
| 20 | 16 de abril de 1978           | Vuelta de Olavarría                            | Ford Falcon     | 199,534      |
| 21 | 20 de agosto de 1978          | Vuelta de Laboulaye                            | Ford Falcon     | 133,936      |
| 22 | 2 al 3 de septiembre de 1978  | Vuelta de Salta                                | Ford Falcon     | 135,885      |
| 23 | 24 de septiembre de 1978      | Autódromo de Las Flores                        | Ford Falcon     | 145,517      |
| 24 | 5 de noviembre de 1978        | Vuelta de Tandil                               | Ford Falcon     | 190,732      |
| 25 | 2 al 10 de diciembre de 1978  | Gran Premio Argentino                          | Ford Falcon     | 198,263      |
| 26 | 13 de marzo de 1983           | Autódromo General San Martín de Mendoza        | Ford Falcon     | 133,408      |
| 27 | 24 de abril de 1983           | Vuelta de Necochea                             | Ford Falcon     | 162.410      |
| 28 | 19 de junio de 1983           | Autódromo General San Martín                   | Ford Falcon     | 154,757      |
| 29 | 21 de agosto de 1983          | Vuelta de Punta Alta                           | Ford Falcon     | 197,053      |
| 30 | 25 de septiembre de 1994      | Semipermanente Jorge Martínez Boero de Bolívar | Chevrolet Chevy | 150,843      |
| 31 | 6 de noviembre de 1994        | Campo de Mayo                                  | Chevrolet Chevy | 154,116      |
| 32 | 11 de diciembre de 1994       | Autódromo Oscar Alfredo Gálvez                 | Chevrolet Chevy | 140,207      |
| 33 | 23 de abril de 1995           | Autódromo Parque Ciudad de Río Cuarto          | Chevrolet Chevy | 144,716      |
| 34 | 13 de agosto de 1995          | Autódromo Ciudad de Rafaela (#)                | Chevrolet Chevy | 172,939      |
| 35 | 10 de septiembre de 1995      | Autódromo Oscar Alfredo Gálvez (#)             | Chevrolet Chevy | 183,375      |
| 36 | 5 de noviembre de 1995        | Autódromo Ciudad de Nueve de Julio             | Chevrolet Chevy | 159,832      |
| 37 | 9 de diciembre de 1995        | Autódromo Oscar Alfredo Gálvez                 | Chevrolet Chevy | 163,333      |
| 38 | 5 de mayo de 1996             | Autódromo Oscar Alfredo Gálvez                 | Chevrolet Chevy | 190,167      |
| 39 | 7 de julio de 1996            | Autódromo Oscar Alfredo Gálvez                 | Chevrolet Chevy | 192,208      |
| 40 | 29 de junio de 1997           | Autódromo Oscar Alfredo Gálvez                 | Chevrolet Chevy | 192,542      |
| 41 | 10 de agosto de 1997          | Autódromo Ciudad de Paraná                     | Chevrolet Chevy | 155,117      |
| 42 | 24 de mayo de 1998            | Autódromo Parque Ciudad de Río Cuarto          | Ford Falcon     | 152,859      |
| 43 | 4 de abril de 1999            | Autódromo Sudamericano de Olavarría            | Ford Falcon     | 115.840      |
| 44 | 25 de julio de 1999           | Autódromo Juan Manuel Fangio de Balcarce       | Ford Falcon     | 128,286      |
| 45 | 27 de junio de 2004           | Autódromo Martín Miguel de Güemes              | Torino Cherokee | 150.188      |
| 46 | 22 de agosto de 2004          | Autódromo Sudamericano de Olavarría            | Torino Cherokee | 156.305      |

## Resultados

### Turismo Competición 2000 (incompleto)
| Año  | Equipo                | Auto                 | 1     | 2     | 3       | 4         | 5     | 6         | 7     | 8     | 9      | 10     | 11     | 12      | 13    | 14     | 15     | 16     | 17    | 18    | 19     | 20     | 21     | 22     | 23        | 24    | 25    | 26    | 27     | 28     | Res. | Puntos |
| ---- | --------------------- | -------------------- | ----- | ----- | ------- | --------- | ----- | --------- | ----- | ----- | ------ | ------ | ------ | ------- | ----- | ------ | ------ | ------ | ----- | ----- | ------ | ------ | ------ | ------ | --------- | ----- | ----- | ----- | ------ | ------ | ---- | ------ |
| 1997 |                       |                      | RAF I | RAF I | RC I    | RC I      | POS   | POS       | SJU I | SJU I | PAR    | PAR    | GR     | GR      | BB I  | BB I   | SJU II | SJU II | RC II | RC II | NDJ    | NDJ    | MZA    | MZA    | BB II     | BB II | TRE   | TRE   | RAF II | RAF II | 7.º  | 155    |
| 1997 | Traverso Competición  | Peugeot 405          | 3     | 2     | 4       | 16† (14†) | 4     | 14† (12†) | 3     | 5     | 10     | 6      | 3      | 1       | 7     | 3      | 13     | Ret    | 4     | 4     | 6      | 7      | 8      | Ret    | 22† (16†) | Ret   | Ret   | Ret   |        |        | 7.º  | 155    |
| 1998 |                       |                      | AG I  | AG I  | MDP I   | MDP I     | RC I  | RC I      | SJU I | SJU I | OLA    | OLA    | GR     | GR      | PAR I | PAR I  | BA     | BA     | BB    | BB    | SJU II | SJU II | MDP II | MDP II | RC II     | RC II | AG II | AG II | PAR II | PAR II | 2.º  | 291    |
| 1998 | Honda Team Pro Racing | Honda Civic VI       | 1     | 2     | 17 (11) | 5         | 4     | 1         | 1     | 1     | Ret    | NL     | 1      | 17 (11) | 6     | 1      | Ret    | Ret    | 5     | 6     | 1      | 2      | Ret    | 1      | 2         | Ret   | 5     | 1     | 11     | 1      | 2.º  | 291    |
| 1999 |                       |                      | AG I  | AG I  | MDP     | MDP       | POS   | POS       | OLA   | OLA   | RC     | RC     | BA I   | BA I    | BB    | BB     | TRE    | TRE    | AG II | AG II | GR     | GR     | RAF    | RAF    | PAR       | PAR   | SJO   | SJO   | BA II  | BA II  | 25.º | 5      |
| 1999 | Mitsubishi Racing     | Mitsubishi Lancer VI | 14    | Ret   | 25      | Ret       | Ret   | 13        | Ret   | NL    | Ret    | NL     |        |         |       |        |        |        | Ret   | NL    | Ret    | 16     | 14     | Ret    | Ret       | 7     | 10    | Ret   | 17†    | Ret    | 25.º | 5      |
| 2000 |                       |                      | RC I  | TRE   | AG      | SJU I     | PAR I | OBE       | BB    | RAF   | BA I   | SJO    | SJU II | RC II   | BA II | PAR II |        |        |       |       |        |        |        |        |           |       |       |       |        |        | 10.º | 61     |
| 2000 | Toyota Team Argentina | Toyota Corolla VIII  | Ret   | 3     | 13      | Ret       | Ret   | 7         | 21†   | Ret   | 2      | 12     | 5      | 10      | Ret   | 1      |        |        |       |       |        |        |        |        |           |       |       |       |        |        | 10.º | 61     |
| 2001 |                       |                      | RAF   | RC    | BB      | SJU I     | PAR   | BA I      | OBE   | AG I  | SJO    | SJU II | MDA    | RES     | AG II | BA II  |        |        |       |       |        |        |        |        |           |       |       |       |        |        | 9.º  | 48     |
| 2001 | Toyota Team Argentina | Toyota Corolla VIII  | Ret   | Ret   | 7       | 5         | Ret   | Ret       | NL    | Ret   | Ret    | 1      | Ret    | 18†     | 3     | 7      |        |        |       |       |        |        |        |        |           |       |       |       |        |        | 9.º  | 48     |
| 2002 |                       |                      | GR    | RC    | SJU I   | BB        | RES   | OBE       | AG    | SAL   | SJU II | PAR    | BA     | SRA     | PIG   | MDP    |        |        |       |       |        |        |        |        |           |       |       |       |        |        | 24.º | 8      |
| 2002 | Toyota Team Argentina | Toyota Corolla VIII  | 7     | 11    |         |           |       |           |       |       |        |        |        |         |       |        |        |        |       |       |        |        |        |        |           |       |       |       |        |        | 24.º | 8      |
| 2002 | GF Motorsport         | Mitsubishi Lancer VI |       |       |         |           |       |           |       |       | Ret    | 7      | 14     |         |       |        |        |        |       |       |        |        |        |        |           |       |       |       |        |        | 24.º | 8      |